# Mäni Weber

Mäni Weber (etwa 1965)

Hermann «Mäni» Viktor Weber (* 26. Februar 1935 in Basel; † 15. September 2006 in Luzern) war ein Schweizer Fernseh-Quizmaster, Moderator und Radioreporter.

## Leben
Weber wuchs im Basler Gundeldinger-Quartier auf. Nach einem abgebrochenen Studium der Nationalökonomie startete er seine Karriere als 25-jähriger Radioredaktor beim Schweizer Radio DRS, wo man ihn hauptsächlich als Sportreporter hörte. Parallel dazu war er sportlich aktiv als Torhüter der Schweizer Handballnationalmannschaft.
Seine Fernsehkarriere begann er 1963 mit dem Ratespiel «Dopplet oder nüt», das er bis 1970 moderierte. Dabei wurde er der begehrteste Junggeselle der Schweiz und erhielt den Beinamen Mäni national. Auch seine Nachfolgesendung «Wär gwünnt» (Wer gewinnt) war ab 1973 ein «Strassenfeger».
Zwischen 1965 und 1976 moderierte Weber die Sendung «Praktische Medizin», die 1967 mit dem Grand Prix de Cannes für die beste Live-Dokumentarsendung ausgezeichnet wurde. Zusammen mit Jan Hiermeyer moderierte er 1968 die 1. Runde von «Spiel ohne Grenzen» in Zofingen. Ebenso 1968 durfte er als vom Publikum gewählter beliebtester Fernsehschaffender den «Tele-Brillant» in Empfang nehmen. Im gleichen Jahr heiratete Weber unter grosser Aufmerksamkeit der Öffentlichkeit die vormalige Airhostess Irene Monigatti. Die Ehe wurde nach drei Jahren geschieden.
1977 beendete Weber seine Fernsehkarriere auf dem Höhepunkt. Dem Radio blieb er noch bis 1994 treu, als er sich ganz von der Öffentlichkeit zurückzog. Nach seiner Pensionierung lebte er in Weggis am Vierwaldstättersee. Er starb 2006 im Alter von 71 Jahren nach kurzer, schwerer Krankheit in Luzern.

## Filmografie (Auswahl)
- 1968: Sommersprossen
- 1999: Mäni National. Ein Fernsehstar im Ruhestand
- 2004: Das Paar im Kahn